# کروز ۳۶۳۵
سیارک ۳۶۳۵ (به انگلیسی: 3635 Kreutz، نامگذاری:1981WO1) سه هزار و ششصد و سی و پنجمین سیارک کشف شده‌است که در ۲۱ نوامبر ۱۹۸۱ کشف شد.
قدر مطلق سیارک برابر ۱۶.۷ است.